# Kerhonkson, New York
Kerhonkson, New York (енгл. Kerhonkson) насељено је место без административног статуса у америчкој савезној држави Њујорк.

## Демографија
По попису из 2010. године број становника је 1.684, што је 48 (-2,8%) становника мање него 2000. године.
| Група             | 2000.         | 2010.         |
| Белци             | 1.478 (85,3%) | 1.467 (87,1%) |
| Афроамериканци    | 33 (1,9%)     | 31 (1,8%)     |
| Азијати           | 23 (1,3%)     | 22 (1,3%)     |
| Хиспаноамериканци | 166 (9,6%)    | 132 (7,8%)    |
| Укупно            | 1.732         | 1.684         |